# Palais de Marbre (Calcutta)
Le Palais de Marbre (en anglais Marble palace) de Calcutta est un hôtel particulier de style néo-classique construit au XIXe siècle par la famille Mullick, dans la partie septentrionale de Calcutta en Inde. Sise au 46, Muktaram Babu Street, le palais est une des demeures bourgeoises bengalies les mieux préservées de Calcutta. L’abondance de ses marbres lui a donné son nom. Bien que toujours résidence de la même famille le palais est en partie ouvert aux visiteurs.

## Histoire
Au XIXe siècle, alors que la partie méridionale de Calcutta s’étend rapidement avec ses nombreuses somptueuses résidences coloniales du Raj britannique, dans la partie septentrionale de la ville se déploie une bourgeoise bengalie prospère. De nombreux hôtels particuliers sont édifiés, les mieux conservés étant la résidence des Tagore et celle des Mullick. Le quartier de Shovabazar-Jorasanko est également le haut lieu de culture bengalie et de réformisme hindou. 
L’hôtel particulier, connu aujourd’hui sous le nom de ‘palais de marbre’ fut construit en 1835 par Raja Rajendra Mullick, un prospère marchand bengali grand amateur d’œuvres d’art occidental. 
Beaucoup de ces luxueuses résidences ont disparu, les propriétés et jardins ayant été morcelés indéfiniment et les bâtiments, souvent loués et sous-loués, victimes de négligence et semi-abandon. Le palais de marbre cependant continue à être habité (partiellement) par les descendants de la famille de Raja Rajendra Mullick Bahadur. Lui-même était le fils adoptif de Nilmoni Mullick qui construisit le ‘Jaganath temple’, plus ancien que la palais même, qui se trouve toujours dans le domaine (accessible aux seuls membres de la famille). Orphelin dès son adolescence Rajenda Mullick n'a que 16 ans lorsqu'il met en chantier son palais.

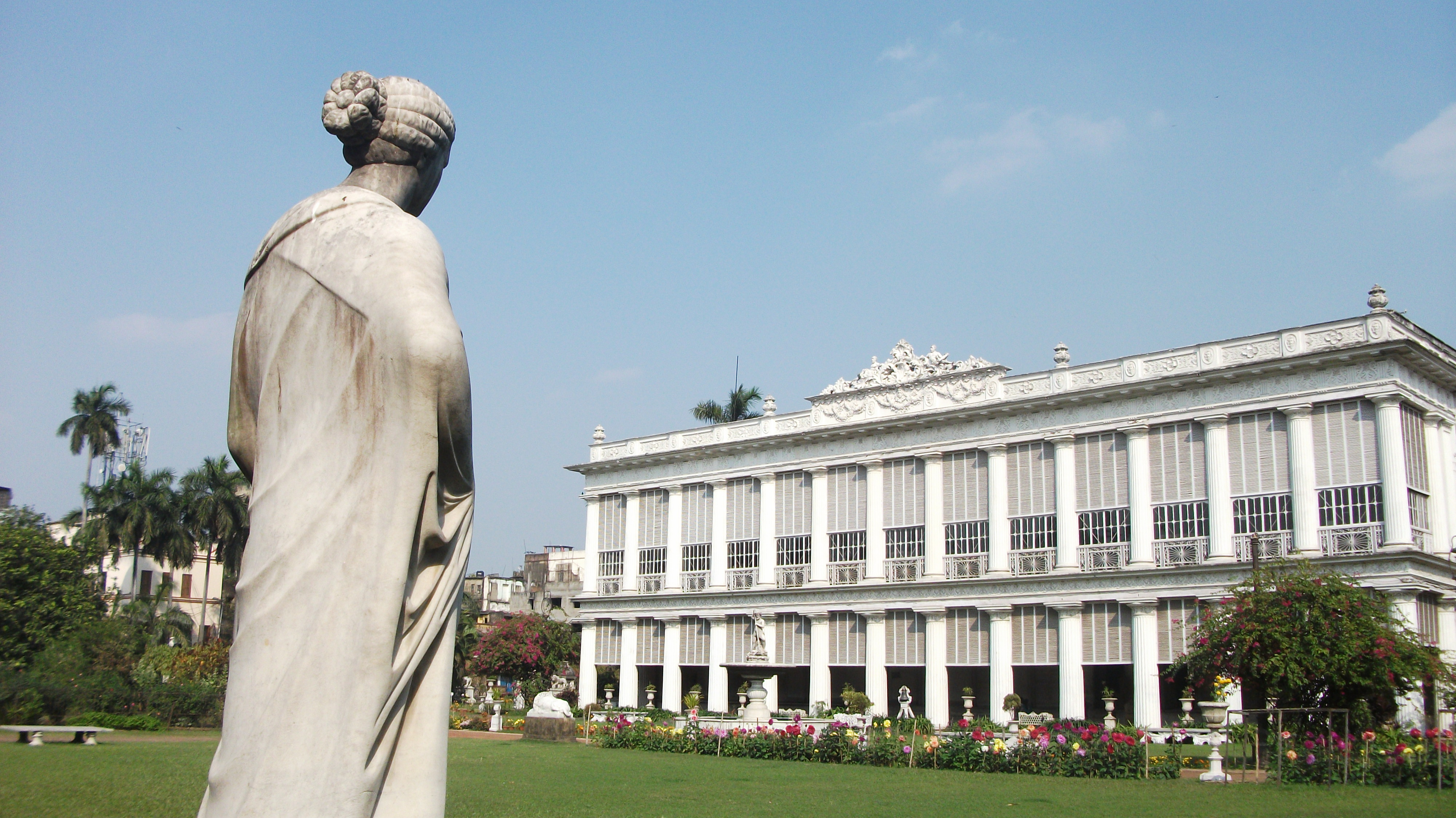
Façade latérale du palais (tout en colonnes...)

## Description

### Extérieur
Le bâtiment est de style néo-classique, même si le plan architectural au sol, avec cours intérieures, est en grande partie traditionnel Bengali. Adjacent au  patio se trouve le ‘thakur-dalan’, lieu de culte réservé aux membres de la famille. Les côtés du bâtiment de trois étages sont dominés par de hautes colonnes corinthiennes cannelées de deux étages, ou même, sur un côté, d’une seule portée. Des vérandas ornementées avec pignon chantourné et toits en pente donnent une connotation chinoise au bâtiment.
Le domaine comprend également un jardin d’agrément avec rocailles artificielles, pelouses, lac et un zoo miniature. Premier jardin zoologique en Inde – également créé par le fondateur Raja Rajendra Mullick - le zoo est réduit aujourd’hui à un parc ornithologique important à Calcutta. Il  s’y trouve également des singes et des cervidés.

### Intérieur
Le palais abrite de nombreuses statues de style gréco-occidental, des bibelots de la période victorienne et des toiles de maitres européens et indiens. Du mobilier décoratif également tel des miroirs muraux, chandeliers, urnes grecques, bustes, horloges anciennes, etc. La surabondante présence du marbre (importé d’Italie), au sol, sur les murs - et le nombre de statues marmoréennes - qui donna au palais son nom populaire de "palais de marbre". 
Parmi les toiles deux sont attribuées à Rubens: le Mariage de sainte Catherine et le Martyre de saint Sébastien. Deux autres sont attribuées à Reynolds : Hercule enfant étranglant le serpent et Vénus et Cupide. D’autres artistes sont représentés : Le Titien, Murillo et John Opie.